# سعيدون محمد لمين
سعيدون محمد لمين مواليد 26 فبراير 1989 في البويرة، الجزائر، هو لاعب كرة قدم جزائري، يلعب في مركز الدفاع. يلعب مع أولمبي الشلف في الرابطة الجزائرية المحترفة الأولى. مثّل منتخب الجزائر لكرة القدم.